# Bollebygd (comune)
Bollebygd è un comune svedese di 8 359 abitanti, situato nella contea di Västra Götaland. Il suo capoluogo è la cittadina omonima.

## Località
Nel territorio comunale sono comprese le seguenti aree urbane (tätort):
- Bollebygd
- Olsfors
- Töllsjö
- Hultafors